# Виссер, Ханс
Йоханнес Херманус «Ханс» Виссер (нидерл. Johannes Hermanus "Hans" Visser, 17 декабря 1966, Хейло, Нидерланды) — нидерландский футболист, игравший на позиции полузащитника, тренер.
Виссер получил гимназическое/доуниверситетское образование в гимназии Алкмара Мурмеллиуса, где он сдал выпускные экзамены в 1984 году после шести лет обучения, но в дальнейшем выбрал футбол.
Будучи игроком выступал за клубы «Де Форестерс», АЗ, «Витесс», МВВ Маастрихт, «Утрехт», «Харелбеке», «Гронинген» и ИВС.
Ханс Виссер — единственный игрок в истории Эредивизи, который забивал в понедельник, вторник, среду, четверг, пятницу, субботу и воскресенье в одном сезоне (в сезоне 1991/92).
Игроком Виссер в различных турнирах провёл 388 матчей и забил 91 мяч. По другим данным более 400 матчей 
С 2009 по 2015 год был помощником тренеров в «Генке». В тот период клуб выиграл Кубок Бельгии и чемпионский титул. В 2015 году Франк Веркаутерен, помощником которого он ранее был в «Генке» (2009—2011), попросил его сопровождать в российские «Крылья Советов». Руководил командой в ноябре 2016 года (после ухода Веркаутерена), а также 15 апреля 2017 года в гостевом матче 23-го тура российской Премьер-Лиги с «Анжи» в отсутствие дисквалифицированного главного тренера команды Вадима Скрипченко.
С июля 2017 года по март 2019 года он был помощником тренера в «Рода» вместе с главным тренером Робертом Моленаром. В июне 2019 года он был назначен ассистентом Винсента Юврара в «Ауд-Хеверле Лёвен». Через год, в июле 2020 года, Виссер был назначен помощником Мориса Стейна в «НАК Бреда».

## Клубная статистика
| Выступление      | Выступление      | Выступление      | Лига | Лига | Кубок | Кубок | Еврокубок | Еврокубок | Итого | Итого |
| Клуб             | Лига             | Сезон            | Игры | Голы | Игры  | Голы  | Игры      | Голы      | Игры  | Голы  |
| ---------------- | ---------------- | ---------------- | ---- | ---- | ----- | ----- | --------- | --------- | ----- | ----- |
| АЗ               | Эредивизи        | 1986/87          | 28   | 7    | —     | —     | —         | —         | 28    | 7     |
| АЗ               | Эредивизи        | 1987/88          | 22   | 4    | —     | —     | —         | —         | 22    | 4     |
| АЗ               | Эредивизи        | 1988/89          | 17   | 2    | —     | —     | —         | —         | 17    | 2     |
| АЗ               | Итого            | Итого            | 67   | 13   | —     | —     | —         | —         | 67    | 13    |
| Витесс           | Эредивизи        | 1989/90          | 10   | 0    | 3     | 0     | —         | —         | 13    | 0     |
| Витесс           | Эредивизи        | 1990/91          | 24   | 3    | 2     | 0     | 3         | 0         | 29    | 3     |
| Витесс           | Итого            | Итого            | 34   | 3    | 5     | 0     | 3         | 0         | 42    | 3     |
| МВВ Маастрихт    | Эредивизи        | 1991/92          | 34   | 11   | —     | —     | —         | —         | 34    | 11    |
| МВВ Маастрихт    | Эредивизи        | 1992/93          | 32   | 8    | —     | —     | —         | —         | 32    | 8     |
| МВВ Маастрихт    | Эредивизи        | 1993/94          | 30   | 7    | —     | —     | —         | —         | 30    | 7     |
| МВВ Маастрихт    | Эредивизи        | 1994/95          | 26   | 3    | —     | —     | —         | —         | 26    | 3     |
| МВВ Маастрихт    | Итого            | Итого            | 122  | 29   | —     | —     | —         | —         | 122   | 29    |
| Утрехт           | Эредивизи        | 1995/96          | 34   | 6    | —     | —     | —         | —         | 34    | 6     |
| Утрехт           | Эредивизи        | 1996/97          | 23   | 2    | —     | —     | —         | —         | 23    | 2     |
| Утрехт           | Итого            | Итого            | 57   | 8    | —     | —     | —         | —         | 57    | 8     |
| Харелбеке        | класс А          | 1997/98          | 32   | 11   | —     | —     | —         | —         | 32    | 11    |
| Харелбеке        | класс А          | 1998/99          | 30   | 4    | —     | —     | 2         | 0         | 32    | 4     |
| Харелбеке        | Итого            | Итого            | 62   | 15   | —     | —     | 2         | 0         | 64    | 15    |
| Гронинген        | Первый           | 1999/00          | 31   | 15   | 4     | 4     | —         | —         | 35    | 19    |
| Гронинген        | Эредивизи        | 2000/01          | 9    | 0    | 5     | 4     | —         | —         | 14    | 4     |
| Гронинген        | Эредивизи        | 2001/02          | 7    | 0    | 4     | 2     | —         | —         | 11    | 2     |
| Гронинген        | Итого            | Итого            | 47   | 15   | 13    | 10    | —         | —         | 60    | 25    |
| ИВС              | Четвёртый        | 2002/03          | —    | —    | —     | —     | —         | —         | 0     | 0     |
| ИВС              | Итого            | Итого            | —    | —    | —     | —     | —         | —         | 0     | 0     |
| Всего за карьеру | Всего за карьеру | Всего за карьеру | 389  | 83   | 18    | 10    | 5         | 0         | 412   | 93    |